# Atractodes foveolatus
Atractodes foveolatus là một loài tò vò trong họ Ichneumonidae.